# Station Drogomyśl
Station Drogomyśl is een spoorwegstation in de Poolse plaats Drogomyśl.